# Clovammide
La clovammide è un polifenolo rintracciato nella massa di cacao.
La concentrazione varia con la provenienza geografica e diminuisce notevolmente con la tostatura. Può essere sintetizzata a partire da L-fenilalanina e acido caffeico.
È la sostanza più antiossidante presente nei derivati del cacao.